# Ace Frehley

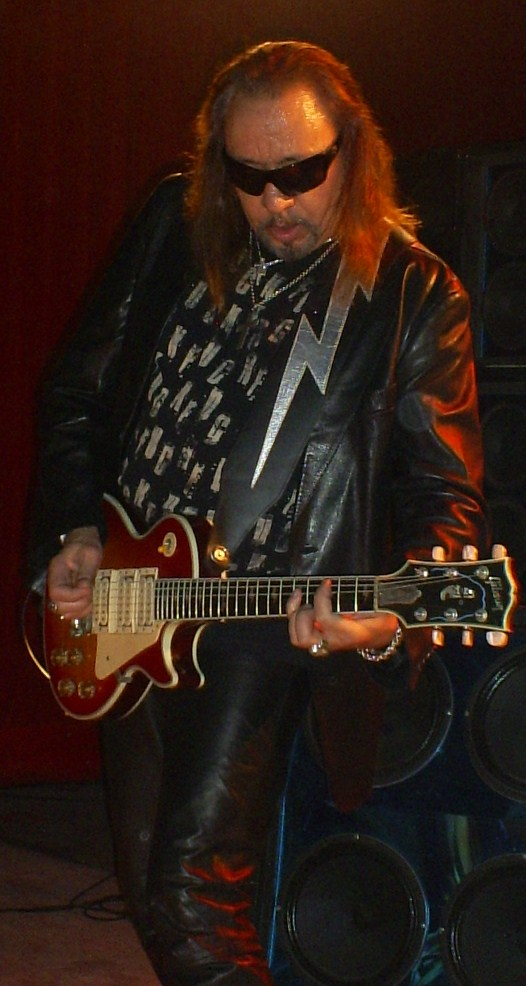
Ace Frehley

Paul Daniel Frehley, más conocido como Ace Frehley (Nueva York, Estados Unidos, 27 de abril de 1951), es un músico estadounidense célebre por haber sido el guitarrista y uno de los fundadores del grupo Kiss. Junto a Gene Simmons, Paul Stanley y Peter Criss, Frehley formó la mencionada banda en 1973 y asumió en ella la personalidad de «Space Ace» o «Spaceman», debido a su afición por la astronomía y los ovnis. Con el álbum Love Gun de 1977, el músico se estrenó como vocalista y al año siguiente publicó su debut homónimo en solitario, puesto a la venta el mismo día que el de sus compañeros de banda. Tras grabar nueve álbumes de estudio con Kiss, el guitarrista abandonó la formación en 1982 para embarcarse en su carrera en solitario y trabajar en el proyecto Frehley's Comet.
En 1996, Frehley regresó a Kiss con motivo de la reunión de la formación original. Dos años más tarde, el cuarteto lanzó el disco Psycho Circus, en el que las contribuciones del guitarrista fueron mínimas. En 2002, volvió a abandonar el grupo tras la gira Farewell Tour. Desde entonces, el guitarrista ha continuado su trayectoria en solitario con el lanzamiento de los álbumes Anomaly (2009), Space Invader (2014) y "Origins, Vol. 1" (2016).
A inicios de mayo del 2021, fue anunciado su regreso a los conciertos, primero con Alice Cooper en septiembre y octubre del 2021 y después en la gira final de KISS, End Of The Road, como un invitado

## Biografía

### Primeros años
Paul Daniel Frehley nació el 27 de abril de 1951 en el Bronx (Nueva York). Su padre, Carl Daniel Frehley, era originario de Pennsylvania e hijo de inmigrantes alemanes; mientras que su madre, Esther Anna Hecht, era natural de Carolina del Norte y descendiente de indígenas cherokee. Frehley y sus hermanos mayores; Charles y Nancy, crecieron en un ambiente musical debido a que sus padres eran pianistas y pronto aprendieron a tocar este instrumento y la guitarra acústica. Durante su infancia el músico cantó con el coro de la iglesia local y a los 13 años recibió como regalo de Navidad una guitarra eléctrica Zimgar. Tras recibir su nuevo instrumento y con Pete Townshend, Jeff Beck o Jimi Hendrix como influencias, pronto aprendió a tocar sin recibir clases. En su adolescencia formó parte de varias bandas, como por ejemplo The Exterminators o Cathedral, y cuando con esta última empezó a ganar dinero, abandonó el instituto, Sin embargo, el guitarrista retomó sus estudios debido a la presión de su novia y su familia. Tras su graduación trabajó como cartero, mensajero, repartidor de una licorería, transportando muebles y hasta como pipa del batería de The Jimi Hendrix Experience Mitch Mitchell.
Después de la disolución de Cathedral, Frehley pasó por varias agrupaciones; entre ellas, Molimo, con la cual grabó un álbum en 1971, pero que nunca fue puesto a la venta.

### Kiss (1973-1982)
A finales de 1972, un amigo le mostró un anuncio en el periódico The Village Voice en el que una banda solicitaba a un guitarrista principal. Frehley contactó con teléfono con el grupo y recibió una invitación para realizar una audición en enero de 1973. Debido a que no tenía suficiente dinero para hacer un viaje en taxi y la dificultad de transportar su amplificador y su guitarra en el metro, el músico tuvo que pedir a su madre que lo llevara en coche a la cita. El guitarrista llegó a la audición calzado con una zapatilla naranja y una roja, que según los componentes de la banda le hacían parecer «bastante idiota»; sin embargo, su forma de tocar les impresionó y dos semanas después, el bajista Gene Simmons, el guitarrista Paul Stanley y el baterista Peter Criss, lo aceptaron como miembro de la agrupación. Después de que el cuarteto eligiera el nombre de Kiss para el grupo, para el cual Frehley diseñó su logo, los integrantes decidieron idear una personalidad y un maquillaje para cada uno. El guitarrista optó por pintarse los ojos de gris, con algunos detalles negros y adoptar el personaje de Space Ace, también conocido como The Spaceman —en español: El hombre del espacio—.
Durante sus primeros días, Kiss tuvo que ensayar y tocar en locales neoyorquinos casi vacíos, motivo por el cual cada miembro tuvo que buscar trabajo para obtener ingresos. Frehley tuvo que volver a trabajar como taxista hasta que la banda llamó la atención del mánager Bill Aucoin, con el cual firmaron un acuerdo en septiembre y que pagó a cada integrante 75 USD por semana.
En febrero de 1974, Kiss publicó su álbum homónimo, en el cual, Ace Frehley apareció acreditado como compositor de dos temas: «Love Theme from KISS», coescrita junto a sus tres compañeros y «Cold Gin». Debido a la falta de confianza del guitarrista por actuar también como vocalista, este pidió a Simmons que fuera el cantante en «Cold Gin». A pesar de que la reputación de Kiss como banda en directo había aumentado, las ventas del disco no fueron las esperadas, pero permitieron al conjunto grabar un segundo trabajo de estudio.
En octubre salió a la venta Hotter than Hell, que incluyó las composiciones de Frehley «Parasite» y «Strange Ways» (cantadas por Simmons y Criss, respectivamente) y «Comin' Home», co-escrita con Stanley. Las ventas de esta segunda obra fueron superiores a las de su antecesor, lo que permitió al grupo aumentar su popularidad. A pesar del aumento de ventas, la banda y la discográfica Casablanca Records perdían bastante dinero debido a gastos de promoción. Tras la gira promocional de Hotter than Hell, el conjunto publicó Dressed to Kill en marzo de 1975 y en el cual Frehley compuso los temas «Getaway» (con Criss como vocalista) y «Rock Bottom» junto a Stanley.
Ante la dificultad de mostrar en sus disco la emoción y el sonido de sus conciertos, Kiss y su discográfica decidieron correr el riesgo de publicar un álbum doble en directo. Alive! fue lanzado en septiembre de 1975 y se convirtió en su primer trabajo en ser certificado como disco de oro por la RIAA. Además, la nueva versión del tema «Rock and Roll All Nite», con un solo interpretado por Frehley, se situó en el top 20 del Billboard Hot 100.
Durante la grabación del siguiente trabajo de Kiss, Destroyer (publicado en marzo de 1976), el músico se ausentó de algunas sesiones por sus problemas con el alcohol, por lo que algunas pistas de guitarra fueron interpretadas por Dick Wagner. Frehley sólo compuso el tema «Flaming Youth», junto a Stanley, Simmons y el productor Bob Ezrin y en el que precisamente Wagner fue el guitarrista. El éxito del álbum permitió a la banda realizar su primera gira por Europa. Su sucesor fue Rock and Roll Over, lanzado en noviembre de 1976, no incluyó ninguna canción escrita por el guitarrista; aunque este calificó el proceso de grabación, realizado a quince minutos de su casa, como «una experiencia más divertida». En diciembre, durante la gira promocional del álbum, Frehley se electrocutó tras apoyarse en una barra de metal por la que pasaba corriente eléctrica y cerca estuvo de perder la vida. Esta experiencia le llevó a componer el tema «Shock Me» y como solía ser habitual con sus canciones, pidió a sus compañeros para que le pusieran voz; sin embargo, esa vez éstos le convencieron de que fuera el vocalista. Finalmente, el guitarrista grabó la canción tumbado en el suelo de los estudios Record Plant para intentar relajarse. La pista fue incluida en el disco Love Gun, publicado en junio de 1977 y que se situó entre los cinco álbumes más vendidos en los Estados Unidos.
El álbum en directo Alive II salió a la venta en octubre de 1977 e incluyó cuatro nuevas canciones grabadas en estudio, sin embargo, Frehley sólo participó en una. En aquellos momentos, la banda estaba sufriendo una ruptura interna con Simmons y Stanley en un lado y Criss y Frehley, que quieran más libertad creativa en el otro. El único tema de estudio grabado por el guitarrista para Alive II fue «Rocket Ride», únicamente con la participación de Criss a la batería. El tema además fue publicado como sencillo y alcanzó el puesto 39 del Billboard Hot 100.
Hacia 1978, durante un periodo de cuatro años e incluyendo directos y recopilatorios, Kiss había publicado nueve discos; de modo que en vez de grabar un nuevo álbum de estudio, el mánager Bill Aucoin sugirió que cada miembro del grupo publicara un trabajo en solitario. Frehley, motivado por la propuesta, hizo equipo con el productor Eddie Kramer y el baterista Anton Fig para trabajar en su disco homónimo y que fue publicado el 18 de septiembre, al igual que las obras de Simmons, Criss y Stanley. El trabajo de Frehley, a menudo calificado como el mejor de los cuatro, incluyó una versión del tema «New York Groove» de Hello que se convirtió en el mayor éxito del guitarrista tras alcanzar la decimotercera posición del Billboard Hot 100.
Ese mismo año 1978, Kiss participó en la película Kiss meets the Phantom of the park, en la que los integrantes de la banda se enfrentan con un científico demente en un parque de atracciones. Según el propio Frehley el guion era «tan ridículo» que tuvo que echarse a reír. La filmación fue un proceso largo que desagradó al guitarrista y a Criss, que estaban afrontando problemas con las drogas, y que provocó una nueva fractura entre los miembros del conjunto.
El éxito de su álbum en solitario dio a Frehley más confianza como compositor para el siguiente trabajo de Kiss, Dynasty. Esta vez la colaboración entre los músicos fue mínima y cada miembro presentó sus temas ya grabados al productor Vini Poncia. El guitarrista incluyó en el disco su versión de las canciones «2,000 Man» de The Rolling Stones y dos de sus composiciones: «Hard Times» y «Save Your Love», por lo que por primera cantó en un álbum de Kiss más temas que Gene Smmons. Por otra parte, Peter Criss que acababa de sufrir un accidente automovilístico, sólo grabó una pista por lo que las demás canciones fueron interpretadas por Anton Fig, a recomendación de Frehley. La habilidad del batería había menguado y sus discusiones con sus compañeros habían aumentado; finalmente Criss anunció su salida de la banda en mayo de 1980.
El baterista todavía era integrante de Kiss durante la grabación de Unmasked, aunque no participó en ninguna canción. Por su parte, Frehley compuso tres de los temas: «Two Sides of the Coin», «Torpedo Girl» y «Talk To Me». El guitarrista recomendó además contratar a Fig como nuevo percusionista y obtuvo la aprobación de Stanley y Simmons, sin embargo; un día después de anunciarle que sería el nuevo miembro del grupo, el primero le llamó para comunicarle que habían cambiado de idea. Finalmente, el elegido para suplir a Criss fue Eric Carr.
La salida del batería original dejó a Frehley en minoría en las discusiones con Simmons y Stanley, que decidieron que el próximo trabajo de Kiss fuera un álbum conceptual, algo a lo que no agradó al guitarrista, que grabó todas sus pistas en el estudio de grabación de su casa. Music from "The Elder" salió a la venta en noviembre de 1981 y sólo incluyó dos temas compuesto por el músico: «Dark Light» y la pieza instrumental «Escape from The Island». El disco fue un fracaso crítico y comercial y Frehley, descontento con la dirección musical tomada, perdió el interés en la agrupación. Finalmente, en junio de 1982, cuando sus compañeros se encontraban grabando Creatures of the Night, el guitarrista anunció se intención de abandonar la formación, aunque no se haría oficial hasta el año siguiente. Aunque el músico no participó en Creatures of the Night figuró en la portada y fue acreditado como guitarrista; además apareció en el vídeo musical de la canción «I Love It Loud».

### Frehley's Comet (1984-1988)
Tras abandonar Kiss, el guitarrista vivió una etapa de accidentes automovilísticos y problemas de adicción a las drogas. Finalmente, en 1984, decidió crear un nuevo proyecto musical: Frehley's Comet y que quedó completado con el baterista Anton Fig, el bajista John Regan, el vocalista y guitarrista Richie Scarlet y el teclista Arthur Stead. El grupo grabó varias maquetas y apareció en directo con regularidad, antes de firmar un contrato discográfico con el sello Megaforce Records, gracias a la colaboración de Eddie Trunk, periodista y amigo de Frehley. Por otra parte, el guitarrista participó en uno de los temas del álbum de Wendy O. Williams W.O.W., en el que participaron Gene Simmons, Paul Stanley y Eric Carr y que consiguió una nominación al Grammy en la categoría de mejor interpretación vocal de rock femenina.
Tras conseguir el acuerdo, el guitarrista decidió realizar cambios en la formación: Scarlett y Stead abandonaron el conjunto e ingresó el vocalista, guitarrista y teclista Tod Howarth. En julio de 1987 salió a la venta su álbum debut, Frehley's Comet, compuesto por canciones grabadas durante los tres años anteriores. El disco alcanzó la posición 43 del Billboard 200 y el sencillo «Into the Night», se situó en el puesto 27 de la lista Mainstream Rock Tracks. Al igual que «New York Groove», el tema más exitoso del músico en solitario, «Into the Night» fue compuesta por Russ Ballard. Tras la gira promocional por Norteamérica —en la cual Peter Criss se unió para interpretar «Deuce» en Los Ángeles— Fig tuvo que abandonar la banda debido a su trabajo como batería en el programa televisivo Late Night with David Letterman.
En febrero de 1988, Frehley's Comet publicó el EP Live+1, compuesto por temas en directo interpretados en septiembre del año anterior en Chicago y una nueva versión de estudio de la canción «Words Are Not Enough». Dos meses más tarde, el conjunto lanzó al mercado su segundo álbum de estudio; Second Sighting y que supuso el debut del batería Jamie Oldaker, elegido por Frehley por haber trabajado con Eric Clapton. Este trabajo no tuvo tanto éxito como su antecesor y únicamente llegó al puesto 81 de la lista estadounidense. Tras su lanzamiento, la agrupación actuó como acto de apertura de Iron Maiden durante la gira promocional de Seventh Son of a Seventh Son. En 1989, Frehley's Comet también puso a la venta el VHS Live+4, grabado en directo en el teatro Hammersmith Odeon de Londres, en marzo de 1988.

### Carrera en solitario (1989-1995)
Para su tercer trabajo publicado tras su salida de Kiss, el guitarrista decidió reemplazar el nombre de Frehley's Comet por el suyo propio. En esta nueva etapa, el músico volvió a reclutar a Richie Scarlet para que sustituyera a Tod Howarth y al batería Sandy Slavin, como remplazo de Jamie Oldaker. El disco, titulado Trouble Walkin' y lanzado en octubre de 1989, incluyó varias colaboraciones de músicos como Peter Criss, Anton Fig y los integrantes de Skid Row Sebastian Bach, Rachel Bolan y Dave Sabo; pero únicamente alcanzó la posición 102 del Billboard 200. El álbum incorporó la canción «Hide Your Heart», compuesta entre otros por Paul Stanley, y que había aparecido unos meses atrás en Hot in the Shade de Kiss. Según Frehley, Gene Simmons contactó con él para que no la incluyera en Trouble Walkin' debido a que su grupo iba a publicar su propia versión del tema como sencillo; sin embargo, el guitarrista hizo caso omiso. Tras el lanzamiento del disco, el músico decidió concentrarse principalmente en actuar en directo.
Después de que Peter Criss hubiera participado Trouble Walkin', Ace Frehley le devolvió el favor a su compañero al contribuir en su álbum Cat 1. Además, en junio de 1995, los dos músicos realizaron la gira conjunta Bad Boys Tour, en la que al final de cada actuación Criss se unía a la banda del guitarrista para interpretar algunos temas de Kiss.

### Regreso a Kiss (1996-2002)
Después de que Peter Criss se uniera a Kiss para una esporádica actuación, la banda fue contactado por el canal televisivo MTV para grabar un concierto en acústico de su serie MTV Unplugged. El baterista y Frehley recibieron la invitación para participar en la actuación y en agosto de 1995 se reunieron a Kiss —en aquellos momentos compuesta por Simmons, Stanley, el baterista Eric Singer y el guitarrista Bruce Kulick— para ensayar sus canciones. El concierto tuvo lugar el 9 de agosto de ese año, en Nueva York y después de que el grupo interpretara varios temas con Kulick y Singer, Peter Criss y Ace Frehley subieron al escenario para sustituirlos y tocar «2,000 Man» y «Beth». La actuación terminó con la interpretación de «Nothin' to Lose» y «Rock and Roll All Nite» a cargo de los seis músicos.
Tras el concierto, Frehley, Criss, Simmons, Stanley y sus respectivos representantes legales entablaron conversaciones con objeto de una reunión de la formación original de Kiss, El 28 de febrero de 1996, sin comunicárselo a la prensa, los cuatro músicos aparecieron con sus característicos maquillajes en la 38.ª edición de los premios Grammy para entregar un galardón junto a Tupac Shakur. Finalmente, el 16 de abril, la banda hizo oficial su reunión en el portaaviones USS Intrepid (CV-11) en Nueva York. Ese mismo año, el conjunto se embarcó en la gira Alive/Worldwide Tour, compuesta por doscientos conciertos y que se convirtió en la más exitosa de 1996 tras obtener más de cuarenta millones de USD por la venta de entradas. La gira continuó en 1997 y Frehley aprovechó para publicar dos recopilatorios de sus temas en solitario: 12 Picks y Loaded Deck.
En 1998, los miembros de Kiss comenzaron la grabación de su primer álbum de estudio con la formación original desde Dynasty (1979). El guitarrista y Criss enviaron varias maquetas a Simmons y Stanley, pero la gran mayoría fueron rechazadas. Frehley quería que al menos una de sus canciones apareciera en el disco para tener representación como compositor y finalmente la pista «Into the Void», que sería además la única del álbum en la que tocaron los cuatro músicos. El guitarrista apareció en otro tema más, «You Wanted the Best», mientras que las demás pistas de guitarras las grabaron Bruce Kulick y el técnico Tommy Thayer. El disco salió a la venta en septiembre de 1998 bajo el título Psycho Circus y alcanzó la tercera posición del Billboard 200, la mejor conseguida por el conjunto hasta entonces.
Por esas fechas, el grupo se involucró en el largometraje Detroit Rock City, que trata sobre un grupo de jóvenes aficionados de Kiss. Gene Simmons comentó a Frehley de que su hija Monique podría realizar un cameo en la película; sin embargo, una vez que la cinta fue editada, las escenas en las que Monique aparecía fueron eliminadas. El guitarrista atribuyó tal hecho al propio Simmons, lo cual sería un factor determinante para que posteriormente Frehley dejara la banda.
Tras el lanzamiento de Psycho Circus y su correspondiente gira promocional, en marzo de 2000, Kiss comenzó su gira de despedida, Farewell Tour. Esta serie de conciertos fue la última con la formación original, debido a que Peter Criss fue despedido, antes de comenzar al tramo asiático, tras exigir un aumento de su salario. Por otra parte, Frehley tuvo varias discusiones con el técnico Tommy Thayer, la principal tuvo lugar después de que el guitarrista golpeara a Thayer después de este le regañara por entrar en los camerinos con su novia. Según el propio Frehley, Thayer deseaba ocupar su puesto en Kiss desde que actuaba en una banda tributo caracterizado como Spaceman.
A pesar de que Kiss había anunciado que Farewell Tour sería su gira de despedida, el grupo continuó su carrera y en febrero de 2002 apareció en la clausura de los Juegos Olímpicos de Invierno de 2002 en Salt Lake City, Utah. Esta sería la última actuación de Frehley con Kiss, debido a que poco después abandonó el conjunto. Su puesto lo ocupó Thayer, que continuó usando el maquillaje y las vestimenta del guitarrista.

### De nuevo en solitario (2002-actualidad)

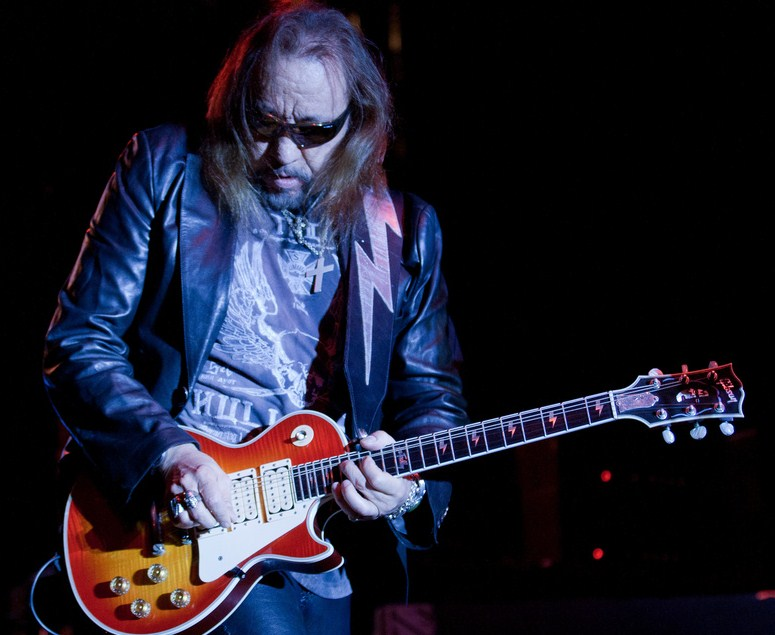
Ace Frehley actuando en vivo en 2011.

Tras dejar Kiss, Frehley recibió ofertas de regresar a la agrupación para una gira como acto de apertura de Aerosmith; sin embargo, las declinó debido a que para él Farewell Tour había sido una gira de despedida y no quería ejercer de telonero de Aerosmith. Durante los meses siguientes a su salida, el guitarrista aprovechó para participar en los álbumes en solitario de sus compañeros en Frehley's Comet Anton Fig y Richie Scarlet y en los años siguientes desapareció de la vida pública para intentar abandonar su alcoholismo.
El 31 de mayo de 2006, el guitarrista reapareció junto a Slash, Rob Zombie, Tommy Lee, Scott Ian y Gilby Clarke para una interpretación de «God of Thunder» con motivo de la ceremonia VH1 Rock Honors, en la cual Kiss fue premiada por su trayectoria. Según Frehley, ni Simmons ni Stanley ni se comunicaron con él para actuar en el acto y optaron por tocar con Tommy Thayer caracterizado como Spaceman.
Ace también ha hecho de actor (sin contar un cameo en Millennium o su parte en el Kiss meets Phantom of the Park), haciendo su debut en 2005 en Remedy, un drama del cine independiente. En julio de 2007 hizo un anuncio para Dunkin Donuts, dirigido por Zach Braff, siendo la última vez que se le ha visto caracterizado y con su traje como en Kiss.
En 2007, Peter Criss le dedicó a Ace la canción final de su nuevo álbum solo, One for all. La canción se titula «Space Ace» y presenta una letra biográfica y una atmósfera muy Pink Floyd.
Frehley iba a tocar en el Download Festival 08 (del 13 de junio de 2008) el mismo día que Kiss, que era cabeza de cartel. Sin embargo, por razones desconocidas, la actuación de Frehley se pasó al sábado (encabezado por The Offspring), mientras que Kiss se mantuvo como cabeza de cartel para el viernes. Dijo, «estoy muy animado por las peticiones de tocar en un festival como este de mis fanes británicos y realmente estoy esperando ese día». Frehley también apareció (y tocó una de sus canciones, a petición del público) en el concierto de Pearl Jam en el Madison Square Garden el 25 de junio de 2008.
Frehley apareció el 2 de abril de 2009 en la apertura del Hard Rock Cafe en el Yankee Stadium tocando «New York groove» con Scott Ian, Frank Bello y Anton Fig.
Frehley actuó con Alice Cooper, Barry Goudreau ex de Boston, Chad Smith (de los Red Hot Chili Peppers y Chickenfoot) en el Berklee Performance Center el 26 de abril de 2009 como parte del show Rock & Roll Supergroup. Era una obra benéfica para un complejo sobre abuso de drogas en Arlington, Massachusetts llamado Right Turn.
Su álbum más reciente, Anomaly, fue puesto a la venta el 15 de septiembre de 2009. En algunas giras fue invitado Slash como guitarrista rítmico.
Actualmente Frehley está preparando una gira mundial, que pasará primero por los Estados Unidos, después Europa, Japón, Australia y volverá a Estados Unidos.
Luego de lanzar Space Invader y alcanzar un gran éxito, Ace se atrevió a lanzar un disco de covers, Origins Vol. 1 que tuvo la participación de Paul Stanley, Lita Ford, Mike McCready, John 5 y Slash.
Actualmente Ace ha terminado su gira por EE.UU. y se prepara para ir por primera vez como solitario a Sudamérica.

## Modelos de guitarra
- Antes de entrar a la banda Ace usaba su vieja Epiphone.
- El día de la audición de prueba llevó una Firebird de un solo micrófono
- Una vez en la banda, en 1974, se compró la Tobacco Sunburst Les Paul Deluxe en Manny's Music, en la famosa calle 48 de Manhattan. El primer álbum, Kiss, lo grabó con esta guitarra (salvo en el tema «Kissin' time», en la que usó una Travis Bean que para él sonaba muy mal porque era metálica y Ace siempre sostuvo que las guitarras deben ser de madera).
- Después se compró una segunda Tobacco Sunburst y es la primera a la que le colocó las bombas de humo.
- En la época de Hotter Than Hell y Dressed to Kill ya usaba las Gibson con exclusividad.
- Uno de sus solos preferidos es el que ejecutaba en «Strange ways», en la gira Hotter Than Hell 1974.

En febrero de 1975 graban Dressed to kill.
En marzo de 1975, Ace cambió radicalmente su imagen y su traje de escena: ya no se ponía spray plateado en el cabello, llevaba un leotardo de spandex negro con apliques de piedrecillas plateadas esparcidas en toda la superficie (simulando un cielo estrellado, y que luego cambiaría el bordado adoptando la forma de cometas) adornado con dos apliques circulares plateados en la sisa. Cerraba con cierre por delante, y calzaba botinetas plateadas. Acostumbraba llevar un brazalete con un ónix engarzado y generalmente un collar con un dije en forma de colmillo.
Como recién en esta época empiezan a cobrar buen salario, Ace decide comprarse un Volkswagen Bug (Escarabajo), pero Bill Aucoin le aconsejó que no lo hiciera porque notó que la cantidad de dinero que Ace estaba embolsando lo estaba mareando y al final de cuentas desistió de comprar el auto.
Para el nuevo álbum, Ace compuso «Getaway» (cantada por Peter) y la bella introducción de «Rock bottom», que es un ejercicio de guitarra que ejecuta a doce cuerdas. No salió como un track aparte en el álbum porque no sabían que hacer con esta pieza de dos minutos de duración, entonces Paul decidió colocarla inmediatamente antes de «Rock bottom».
En la gira de Dressed to Kill, Ace empezó a introducir las bombas de humo en su Les Paul: Ace colocaba en un instante las bombas de humo en el control de volumen y las prendía con un encendedor. El humo salía a través de los dos micrófonos pero destruía el control de volumen. Ace decidió recurrir a un diseñador experto en trucos, para reconducir el humo a través de una pastilla.
Entonces cubrió la guitarra con asbesto, colocó una batería y una lámpara halógena. El asbesto era indispensable porque en las primeras giras Ace se quemó la pierna varias veces y estropeó trajes haciendo este truco.
En mayo de 1975 salió a la venta el sencillo que promovía por primera vez un tema compuesto por Ace aunque cantado por Peter: «Getaway».
En adelante Ace Frehley adquirió tres guitarras que serían sus principales instrumentos para las giras Love Gun. Alive II y Dynasty, Una Les Paul Tobacco Sunburst modificada con 3 humbuckers que utilizaría como "Smoker" en sus solos, adicionalmente a mediados de 1976 adquirió una Les Paul Custom negra que modificaría para que tuviese también 3 Humbuckers. Sin embargo su Les Paul favorita para el escenario siempre fue su Les Paul Custom en acabado Cherry Suburst modificada que luego seria replicada por Gibson en 2012. Durante estos años (1977 en adelante) Ace usaría mucho su Les Paul Standard del año 1959 para grabar en estudio, Ace jamás la utilizó en vivo. Luego de la gira del disco Dynasty, Ace se aventuraría en modelos hechos exclusivamente para el como su Lighter Les Paul (guitarra que empleó para interpretar en vivo su hit "New York Groove" y una mini Explorer. Ace seguiría usando su Les Paul Custom en Cherry Sunburst inclusive en la época de The Elder y para promocionar el disco Creatures Of The Night, disco en el que no colaboró.
Durante los 80s y 90s Ace utilizó ambas Les Paul's custom que tenía pero las modificó e hizo de la negra su nueva smoker (desde la gira Dynasty) y añadió un puente flotante a la Les Paul Custom en Cherry Suburst.
A mediados de los 90's Ace perdería su más grande guitarra, su Standard del '59 (ahora valorizada en $1,000,000) fue comprada luego de ser empeñada por una noche para ir al casino.
Ace haría replicas inexactas de su Cherry Sunburst Les Paul Custom hasta que se reunió de vuelta con Kiss en 1995 y el Gibson Custom Shop empezaría el diseño de su modelo, lanzado en 1997, Les Paul Custom Ace Frehley Signature Model que utilizó hasta el año 2017, ya que para sus presentaciones en vivo ahora utiliza las nuevas replicas exactas de su Les Paul Standard del '59.
Ace utilizó entre los años 2008 y 2011 muchos prototipos para lo que seria su nuevo modelo para Gibson, sin embargo, ninguno convenció a Ace ni a Gibson, por ello lanzaron una replica exacta de su Les Paul Custom en Cherry Sunburst del '74 a la que llamaron Gibson Ace Frehley "Budokan" Les Paul; este modelo seria producido en primer lugar por Gibson Custom, luego por Epiphone y finalmente por Gibson USA.

## Discografía
Kiss
| - Kiss (1974). - Hotter Than Hell (1974). - Dressed to Kill (1975). - Alive! (1975). - Destroyer (1976). - Rock and Roll Over (1976). - Love Gun (1977). - Alive II (1977). | - Ace Frehley (1978). - Dynasty (1979). - Unmasked (1980). - Music from The Elder (1981). - Creatures of the Night (en créditos aunque no tocó, 1982). - Kiss Unplugged (1995). - You Wanted the Best, You Got the Best!! (1996). - Psycho Circus (1998). |

Frehley's Comet
- Frehley's Comet (1987).
- Live+1 (EP, 1988).
- Second Sighting (1988).

Solo
- Trouble Walkin' (1989).
- Anomaly (2009).
- Space Invader (2014).
- Origins, Vol. 1 (2016)
- Spaceman (2018).
- Origins, Vol. 2  (2020).
- 10,000 Volts (2024).

Compilatorios
- 12 Picks (1997).
- Loaded Deck (1998).
- Ace Frehley Greatest Hits Live (2006).

Discos tributo a Ace Frehley
- Spacewalk - A Salute to Ace Frehley (1996) (Disco tributo a Ace Frehley, con artistas como: Scott Ian, Sebastian Bach, Dave Sabo entre otros).
- Return of the comet - A Tribute to Ace Frehley (1997) (Disco tributo a Ace Frehley, con artistas como: Eric Singer, Bruce Kulick, Dimebag Darrell, Gilby Clarke, Tod Howarth, entre otros).

## Videografía
- Frehley's Comet - Live + 4 (1988).
- Acevision Volume #1 (1994)
- Behind the Player - Ace Frehley (2010)

Videos Musicales
- Do Ya (1989)[3]
- Fire And Water (2016)

Films & documentales
- Remedy (2005).
- Let's Go Cobo (2009).

## Libros
- No Regrets - A Rock 'N' Roll Memoir